# Vlkanov (Vysočina)
Vlkanov é uma comuna checa localizada na região de Vysočina, distrito de Havlíčkův Brod.